# Наталі (співачка)
Натал́і (справжнє ім'я — Р́удіна Нат́алія Анат́олівна, до одруження — Мін́яєва; нар. 31 березня 1974, Дзержинськ) — радянська та російська естрадна співачка, композиторка й авторка пісень.

## Життєпис
Народилася в родині працівників хімкомбінату «Дзержинське оргскло» (рос. Дзержинское оргстекло), лаборанта цеху «Мономер» Людмили Павлівни та заступника головного енергетика підприємства Анатолія Миколайовича Міняєвих. У Наталії є молодші брат Антон і сестра Олеся, двійнята, які народилися 1978 року. 1980 року пішла до першого класу середньої школи № 37. Закінчила музичну школу за класом фортепіано.
1990 року була помічена кінематографістами кіностудії «Ленфільм», які знімали у Дзержинську фільм, присвячений 60-річчю міста, та затверджена на головну роль у ньому. Того ж року стає солісткою шкільного вокально-інструментального ансамблю «Шоколадний бар», куди її привів молодший брат Антон, який у свої 12 років уже був барабанщиком цього гурту. У травні того ж року Наталія брала участь у складі ансамблю в міському рок-фестивалі. Тим же літом увійшла до складу любительського молодіжного гурту «Поп-Галактика». Разом із нею в місцевій студії звукозапису записала ряд пісень, у тому числі власного твору, і до завершення школи випустила два магнітоальбоми: «Супербой» і «Звёздный дождь» (укр. Зоряний дощ). Частина композицій із репертуару «Поп-Галактики» є кавер-версіями німецької співачки C. C. Catch, як-от «Грёзы во сне» (укр. Мрії уві сні), «Супербой» і «В рай или в ад» (укр. До раю чи до пекла).
По завершенню середньої школи, 1991 року Міняєва поступила до педагогічного училища Дзержинська та вийшла заміж за Олександра Рудіна, який іще за рік до цього був одним із ініціаторів перших записів пісень Наталії у місцевій студії звукозапису.
Закінчивши педучилище, працювала викладачкою молодших класів середньої школи № 22 Дзержинська, продовжуючи писати пісні та співати їх із колегами, учнями та їх батьками.
1993 року приїхала до Москви й уже за рік під псевдонімом Наталі випустила перший альбом «Русалочка» (укр. Русалонька), в якому виступила як виконавиця й авторка майже всіх пісень.
Слідом за синглом 1995 року «Розовый рассвет» (укр. Рожевий світанок) із трьома новими піснями, 1996 року з'явився другий альбом «Снежная роза» (укр. Сніжна троянда), що розійшовся більшим накладом[скільки?] за «Русалоньку». Того ж року вийшов перший кліп на пісню «Сніжна троянда».
Популярність прийшла 1997 року разом із піснею «Ветер с моря дул» й однойменним альбомом. Ця пісня за підсумками 1997 року увійшла до п'яти найпопулярніших і стала візитівкою співачки[джерело не вказане 2980 днів]. Альбом «Вітер з моря» було випущено 1998 року рекордним накладом[яким?].
1999 року вийшов у світ новий альбом «Считалочка» (укр. Лічилочка). На три пісні з альбому, включно з заголовною, було знято відеокліпи. До альбому, крім іншого, увійшов переспів пісні Аркадія Хоралова «Новогодние игрушки», виконана в дуеті з самим композитором.
У вересні 2000 року Наталі випустила альбом «Первая любовь» (укр. Перше кохання). Цього ж року у співачки з'явився новий хіт — пісня «Черепашка». 2002 року випустила новий альбом «Не влюбляйся» (укр. Не закохуйся), 2003 року вийшли кліпи на пісні «Море цвета джинсов» (укр. Море кольору джинсів) і «Всё, что мне надо» (укр. Все, що мені треба).
2008 року взяла участь у складі «команди Росії» на шоу «Суперстар-2008». 2009 року випустила альбом «Семнадцать мгновений любви» (укр. Сімнадцять миттєвостей кохання), а також написала декілька пісень для брата Антона, що виступав під псевдонімом Макс Волга. 2011 року у програмі «Музичний ринг на НТВ» виступала за команду «Королеви 90-х».
2013 року Наталі випустила свій другий після «Ветер с моря дул» хіт — пісню «О Боже, какой мужчина!», записану в листопаді 2012 року. Композиція понад 8 тижнів знаходилася на першому рядку «Золотого Грамофону» «Російського радіо». 6 лютого 2013 року вийшов офіційний відеокліп. Уже до середини квітня відеокліп було переглянуто понад 2,5 мільйонів разів, до кінця року кількість переглядів перевищила 12 мільйонів, а на квітень 2015 року цей кліп на YouTube мав 30,14 млн переглядів.
2013 року Наталі була удостоєна Російської музичної премії телеканалу RU.TV в номінації «Іноді вони повертаються». На Fashion People Awards-2013 була удостоєна призу у спеціальній номінації «Повернення року».
Наприкінці 2013 року з'явилась авторська композиція «Николай» (укр. Микола), виконана співачкою в дуеті з Миколою Басковим, на пісню випущено кліп.
2014 року співачка взяла участь у телешоу «Точь-в-точь» на Першому каналі, де за підсумками голосування журі в шести випусках (з 14, що транслювалися в телеефірі з 2 березня до 8 червня) набрала максимально можливу кількість балів (25) за образи наступних артистів:
- Марина Ладиніна в образі Галини Пересвєтової з фільму «Кубанські козаки» з піснею «Каким ты был» (укр. Яким ти був)[4]
- Маша Распутіна з піснею «Роза чайная» (укр. Роза чайна)[5]
- Христина Орбакайте з піснею «Мир, в котором я живу» (укр. Світ, у якому я живу)[6]
- Сергій Звєрєв із піснею «Алла»[7]
- Людмила Сенчина з піснею «Золушка» (укр. Попелюшка)[8][9]
- C. C. Catch із піснею «Heaven and Hell» (англ. Рай і Пекло)[10]

А також представила наступні образи:
- Любов Орлова в образі Анюти з кінофільму «Веселі хлоп'ята» з піснею «Тюх-тюх-тюх-тюх»[11]
- Надія Кадишева з піснею «Течёт ручей» (укр. Тече струмок)[12]
- Валерія з піснею «Часики» (укр. Годиннички)[13]
- Валентина Толкунова з піснею «Стою на полустаночке» (укр. Стою на напівстаночку)[14][15]
- Тетяна Буланова з піснею «Не плачь» (укр. Не плач)[16]
- Ольга Зарубина з піснею «На теплоходе музыка играет» (укр. На теплоході музика грає)[17]
- Альона Апіна з піснею «Электричка» (укр. Електричка)[18]
- Алсу з піснею «Иногда» (укр. Іноді)[19]

Крім того, в образі самої Наталі 2015 року вступили учасниці третього сезону шоу — Олена Темнікова (перший випуск) й Анна Шульгіна (дев'ятий випуск).
31 березня 2014 року Наталі випустила новий кліп під назвою «Шахерезада». 2014 року вийшов однойменний альбом; 1 травня відбувся його реліз на iTunes. Цей альбом став ювілейним, співачка випустила його на честь свого 40-річчя. Альбом є 12-м за ліком у дискографії.
31 травня 2014 року на четвертій музичній премії телеканалу RU.TV Наталі, разом із М. Басковим, була удостоєна номінацією «Найкращий відеокліп» із піснею «Николай» (укр. Микола).
З 25 жовтня 2014 року взяла участь у телевізійному шоу «ХІТ», у фіналі якого здобула перемогу з піснею «Давай со мной за звёздами» (укр. Давай зі мною за зірками, слова та музика Аліси Бушуєвої). Озвучувала головну роль у дубляжі мультиплікаційного фільму «Думками навиворіт» — роль Радості.
2015 року стала співведучою ток-шоу «Розсудять люди» телеканалу «Росія-1», що транслювалося з понеділка до п'ятниці в період з 15 червня до 9 липня. 7 жовтня 2015 року, на день народження президента Росії, презентувала пісню «Володя». 2016 року Наталі випустила сингл «Спроси Пригожина» (укр. Спитай Пригожина) й того ж року, 25 червня завела офіційній акаунт в Instagram [Архівовано 23 вересня 2018 у Wayback Machine.], який станом на лютий 2018 року має понад 140 тисяч підписників.

## Сім'я
Вдова продюсера Олександра Рудіна  (1970–2023) 
Має трьох синів:
1. Арсеній Олександрович (нар. 3 листопада 2001 року),
2. Анатолій Олександрович (нар. 23 серпня 2010 року),
3. Євгеній Олександрович (нар. 7 квітня 2017 року)[24].

## Дискографія

### Студійні альбоми
| Назва          | Реліз | Лейбл    | Формат          |
| -------------- | ----- | -------- | --------------- |
| Супербой       | 1990  | невідомо | магнітний носій |
| Звёздный дождь | 1991  | невідомо | магнітний носій |

| Назва                      | Реліз | Лейбл                                   | Формат                  |
| -------------------------- | ----- | --------------------------------------- | ----------------------- |
| Русалочка                  | 1994  | - Zenith Records - Master Sound Records | CD, цифрова дистрибуція |
| Снежная роза               | 1996  | Бекар Records                           | CD, цифрова дистрибуція |
| Ветер с моря               | 1998  | Jeff Music                              | CD, цифрова дистрибуція |
| Считалочка                 | 1999  | Jeff Music                              | CD, цифрова дистрибуція |
| Первая любовь              | 2000  | Відеосервіс                             | CD, цифрова дистрибуція |
| Не влюбляйся               | 2002  | CD Land                                 | CD, цифрова дистрибуція |
| Всё, что мне надо          | 2004  | Super Music                             | CD, цифрова дистрибуція |
| Семнадцать мгновений любви | 2009  | Квадро-Диск                             | CD, цифрова дистрибуція |
| Шахерезада                 | 2014  | Digital Project                         | Всі медіа               |
| О Боже, какой мужчина!     | 2016  | Digital Project                         | Всі медіа               |

### Офіційні збірники
| Назва                                      | Реліз | Лейбл         | Формат                  |
| ------------------------------------------ | ----- | ------------- | ----------------------- |
| Провинциальная девчонка                    | 1994  | Jeff Music    | CD, цифрова дистрибуція |
| Красавица — не красавица (альбом реміксів) | 2001  | Відеосервіс   | CD, цифрова дистрибуція |
| The Best: Лучшие хиты                      | 2002  | Music Attack  | CD, цифрова дистрибуція |
| Гармония                                   | 2003  | Extraphone    | CD, цифрова дистрибуція |
| Я люблю тебя: Новое и лучшее               | 2004  | Super Music   | CD, цифрова дистрибуція |
| Лучшие песни                               | 2009  | Grand Records | CD, цифрова дистрибуція |

### Сингли
| Рік  | Сингл                                          | Альбом                                     |
| ---- | ---------------------------------------------- | ------------------------------------------ |
| 1995 | Розовый рассвет                                | Снежная роза                               |
| 1996 | Снежная роза                                   | Снежная роза                               |
| 1996 | Звезда по имени Солнце                         | Ветер с моря                               |
| 1997 | Ветер с моря дул                               | Ветер с моря                               |
| 1998 | Облака                                         | Считалочка                                 |
| 1999 | Не стерпелось, не слюбилось                    | Считалочка                                 |
| 1999 | Считалочка                                     | Считалочка                                 |
| 1999 | Новогодние игрушки (дует з Аркадієм Хораловим) | Считалочка                                 |
| 2000 | Черепашка                                      | Первая любовь                              |
| 2000 | Первая любовь                                  | Первая любовь                              |
| 2001 | Часто-часто                                    | Красавица — не красавица (альбом реміксів) |
| 2002 | Конфетка                                       | Не влюбляйся                               |
| 2002 | Мир без тебя                                   | Не влюбляйся                               |
| 2003 | Море цвета джинсов                             | Всё, что мне надо                          |
| 2003 | Всё, что мне надо                              | Всё, что мне надо                          |
| 2004 | Вот так                                        | Всё, что мне надо                          |
| 2006 | Ветер с моря дул (римейк 2006)                 | Семнадцать мгновений любви                 |
| 2009 | Не уноси моё счастье, ветер                    | Семнадцать мгновений любви                 |
| 2012 | О Боже, какой мужчина!                         | О Боже, какой мужчина!                     |
| 2013 | Николай (дует із Миколою Басковим)             | О Боже, какой мужчина!                     |
| 2013 | Новогодняя (Версія 2013)                       | О Боже, какой мужчина!                     |
| 2014 | Шахерезада                                     | О Боже, какой мужчина!                     |
| 2014 | Платье на бретелях                             | О Боже, какой мужчина!                     |
| 2014 | Давай со мной за звёздами                      | О Боже, какой мужчина!                     |
| 2015 | Ты такой (дует із MC Doni)                     | О Боже, какой мужчина!                     |
| 2015 | Володя                                         | О Боже, какой мужчина!                     |
| 2016 | Спроси Пригожина                               | TBA                                        |
| 2017 | У меня есть только ты                          | TBA                                        |
| 2017 | Как сладко быть мамой                          | TBA                                        |
| 2018 | Я без оружия (дует із Султан-Ураган)           | TBA                                        |
| 2019 | Мужчина-мечта!                                 | TBA                                        |
| 2020 | Поехали на дачу                                | TBA                                        |
| 2021 | Белая зима                                     | TBA                                        |
| 2022 | Тест грусти                                    | TBA                                        |
| 2022 | Хештег                                         | TBA                                        |
| 2023 | Будут танцы                                    | TBA                                        |
| 2024 | Хоопонопоно                                    | TBA                                        |

### Відеокліпи
| Рік  | Кліп                                 | Режисер                       | Альбом                                     |
| ---- | ------------------------------------ | ----------------------------- | ------------------------------------------ |
| 1996 | Снежная роза                         | Григорій Константинопольський | Снежная роза                               |
| 1996 | Звезда по имени Солнце               | Ігор Зайцев                   | Ветер с моря                               |
| 1997 | Ветер с моря дул                     | Ігор Зайцев                   | Ветер с моря                               |
| 1998 | Облака                               | Ігор Зайцев                   | Считалочка                                 |
| 1999 | Не стерпелось, не слюбилось          | Ігор Зайцев                   | Считалочка                                 |
| 1999 | Считалочка                           | Ігор Зайцев                   | Считалочка                                 |
| 2000 | Черепашка                            | Ігор Зайцев                   | Первая любовь                              |
| 2000 | Первая любовь                        | Ігор Зайцев                   | Первая любовь                              |
| 2001 | Черепашка (ремікс)                   | Ігор Зайцев                   | Красавица — не красавица (альбом реміксів) |
| 2001 | Часто-часто                          | Ігор Зайцев                   | Красавица — не красавица (альбом реміксів) |
| 2002 | Конфетка                             | Сергій Антонов                | Не влюбляйся                               |
| 2002 | Мир без тебя                         | Георгій Тоїдзе                | Не влюбляйся                               |
| 2003 | Море цвета джинсов                   | Ігор Зайцев                   | Все, что мне надо                          |
| 2003 | Все, что мне надо                    | Ігор Зайцев                   | Все, что мне надо                          |
| 2004 | Вот как                              | Ігор Зайцев                   | Все, что мне надо                          |
| 2006 | Ветер с моря дул (римейк 2006)       | Альберт Хамітов               | Семнадцать мгновений любви                 |
| 2013 | О Боже, какой мужчина!               | Марія Скобелєва               | О, Боже, какой мужчина!                    |
| 2013 | Николай (дует із Миколою Басковим)   | Сергій Ткаченко               | О, Боже, какой мужчина!                    |
| 2014 | Шахерезада                           | Марія Скобелєва               | О, Боже, какой мужчина!                    |
| 2014 | Платье на бретелях                   | Марія Скобелєва               | О, Боже, какой мужчина!                    |
| 2014 | Новогодняя (Версія 2013)             | Марія Скобелєва               | О, Боже, какой мужчина!                    |
| 2015 | Ты такой (дует із MC Doni)           | Рустам Романов                | О, Боже, какой мужчина!                    |
| 2015 | Володя                               | Рустам Романов                | О, Боже, какой мужчина!                    |
| 2017 | У меня есть только ты                | Рустам Романов                | TBA                                        |
| 2018 | Я без оружия (дует із Султан-Ураган) | Рустам Романов                | TBA                                        |
| 2020 | Поехали на дачу                      | Мария Скобелева               | TBA                                        |
| 2021 | Белая зима                           | Степан Разин                  | TBA                                        |
| 2022 | Тест грусти                          | Арсений Рудин                 | TBA                                        |
| 2022 | Хештег                               | Степан Разин                  | TBA                                        |
| 2023 | Будут танцы                          | Арсений Рудин                 | TBA                                        |
| 2024 | Хоопонопоно                          | Мария Скобелева               | TBA                                        |

## Нагороди та номінації
| Рік  | Нагорода                | Номінована робота             | Категорія                | Результат |
| ---- | ----------------------- | ----------------------------- | ------------------------ | --------- |
| 2013 | Премія RU.TV            | Пісня «О Боже, какой мужчина» | Іноді вони повертаються  | Перемога  |
| 2013 | Золотий Грамофон        | Пісня «О Боже, какой мужчина» | Найкраща пісня року      | Перемога  |
| 2013 | Червона зірка           | Пісня «О Боже, какой мужчина» | 20 найкращих пісень року | Перемога  |
| 2013 | Реальна премія MusicBox | Пісня «О Боже, какой мужчина» | Номінація 100 % GOLD     | Перемога  |
| 2014 | Премія RU.TV            | Пісня «Николай»               | Найкращий відеокліп      | Перемога  |
| 2014 | Золотий Грамофон        | Пісня «Николай»               | Найкраща пісня року      | Номінація |
| 2016 | Премія RU.TV            | «Ты такой» (feat. MC Doni)    | Найкращий дует           |           |
| 2016 | Премія Муз-ТБ           | «Ты такой» (feat. MC Doni)    | Найкращий дует           |           |

Лауреатка та постійна учасниця конкурсу «Пісня року»:
- Ветер с моря дул, 1998
- Облака, 1999